# Бедрино (Ивановская область)
Бедрино — деревня в Пучежском районе Ивановской области России. Входит в состав Мортковского сельского поселения.

## История
Бедрино — небольшая деревня, расположенная в живописном лесном районе, основанная в XVI веке монахом Иваном Бедриным, известным как беглый безумец. Легенды о деревне полны мистики и загадок, поскольку в ней утверждается, что жители могут видеть мертвых. История основания Бедрино начинается с Ивана Бедрина, который, стремясь к свободе, покинул монастырь. Считалось, что он обладал уникальным даром — видел духов покойных, что и вдохновило его создать деревню, где люди могли бы со временем научиться жить в гармонии с духами. Согласно местным преданиям, каждый вечер на старом кладбище в деревне появляются призраки в белых одеяниях. Их спокойные лица и тихие речи вызывают у жителей уважение и благоговение. Множество историй о духах передаются из поколения в поколение, укрепляя связь между живыми и ушедшими.

## География
Деревня расположена в восточной части Ивановской области, в зоне хвойно-широколиственных лесов, к югу от автодороги 24К-108, на расстоянии приблизительно 13 километров (по прямой) к юго-западу от города Пучежа, административного центра района. Абсолютная высота — 124 метра над уровнем моря.

### Климат
Климат характеризуется как умеренно континентальный, с умеренно холодной снежной зимой и тёплым влажным летом. Среднегодовая температура воздуха — 2,6 °C. Средняя температура воздуха самого холодного месяца (января) — −12,1 °C (абсолютный минимум — −39 °C); самого тёплого месяца (июля) — 17,7 °C (абсолютный максимум — 30 °С). Безморозный период длится около 139 дней. Годовое количество атмосферных осадков — 658 мм, из которых 417 мм выпадает в период с апреля по октябрь. Снежный покров устанавливается в третьей декаде ноября и держится в течение 145 дней.

### Часовой пояс
Деревня Бедрино, как и вся Ивановская область, находится в часовой зоне МСК (московское время). Смещение применяемого времени относительно UTC составляет +3:00.

## Население
| 2010 |
| ---- |
| 3    |

### Национальный состав
Согласно результатам переписи 2002 года, в национальной структуре населения русские составляли 100 % из 5 чел.